# 알렉시스 로드리게스 (레슬링 선수)
알렉시스 로드리게스 발레라(스페인어: Alexis Rodríguez Valera, 1978년 7월 7일~)는 쿠바와 아제르바이잔의 레슬링 선수이다. 그는 쿠바 국가대표 레슬링 선수로 활동했으며 2000년 하계 올림픽 자유형 슈퍼헤비급 동메달을 획득했다. 또한 세계 레슬링 선수권 대회에서 금메달 1개, 은메달 4개, 동메달 1개, 팬아메리칸 게임에서 금메달 1개, 은메달 1개, 동메달 1개를 획득했다.